# Kaleń (Gostynin)
Pour les articles homonymes, voir Kaleń.
Kaleń (prononciation : [ˈkalɛɲ]) est un village polonais de la gmina de Szczawin Kościelny dans le powiat de Gostynin de la voïvodie de Mazovie dans le centre-est de la Pologne.
Il se situe à environ 3 kilomètres au nord-ouest de Szczawin Kościelny (siège de la gmina), 10 kilomètres à l'est de Gostynin (siège du powiat) et à 98 kilomètres à l'ouest de Varsovie (capitale de la Pologne).

## Histoire
De 1975 à 1998, le village appartenait administrativement à la voïvodie de Płock.